# Fita E de Perdiguero
La Fita E de Perdiguero o Fira Oriental de Perdiguero és una muntanya de 3.170 m d'altitud, amb una prominència de 15 m, que es troba a llevant del Pic Perdiguero, al massís del mateix nom, a la província d'Osca (Aragó).